# Ingeborg Dánská (1347–1370)
Ingeborg Dánská dánsky Ingeborg Valdemarsdatter) (4. ledna 1347 – 16. června 1370) byla rodem dánská princezna a sňatkem s meklenburským vévodou Jindřichem III. meklenburská vévodkyně; zemřela však ještě před tím, než její manžel nastoupil na trůn vévodství. Byla potenciální dědičkou dánského trůnu. Její nejmladší sestrou byla Markéta I. Dánská.

## Biografie

### Původ, mládí
Ingeborg se narodila jako třetí dítě/druhá dcera ze šesti potomků dánského krále Valdemara Atterdaga a jeho manželky Helvig Šlesvické.

### Manželství, potomci
Manželství Ingeborg s meklenburským vévodou Jindřichem bylo uzavřeno jako politicko-dynastický svazek. Původně byla s Jindřichem zasnoubena již jako malé dítě starší Ingeboržina sestra Markéta (1345–1350), když však v pěti letech zemřela, stala se Jindřichovou nevěstou Ingeborg (když se pak Valdemarovi narodila v roce 1353 další dcera, dostala rovněž jméno Markéta). Manželská smlouva byla uzavřena v Dornburgu roku 23. října roku 1350, když byly děvčeti tři roky, vlastní svatba se uskutečnila o dvanáct let později, po dosažení její plnoletosti, v roce 1362.
z manželství vzešli čtyři potomci:
- Eufemie († 1400), Jan V., ∞ kníže von Mecklenburg-Werle;
- Albert (1362 - 1388), vévoda meklenbursko-zvěřínský Albert IV., ∞ Alžběta Holštýnská;
- Marie (1363 – 1403), ∞ pomořanský vévoda Vartislav II.;
- Ingeborg (1368 – 1408), od roku 1376 jeptiška a v letech 1395 – 1408 abatyše kláštera v Ribnitz 1376;

### Dědictví dánského trůnu
Ingeborg byla potenciální dědičkou dánského trůnu poté, co v roce 1363 zemřel její nejstarší a jediný přeživší bratr Kryštof, vévoda Lolland (1344–1363). Dánsko však nebylo přísně dědičnou monarchií a Ingeborg zemřela v roce 1370 jako třiadvacetiletá pět let před svým otcem. Když ten v roce 1375 zemřel, nebyla Ingeborg jako jeho nástupkyně jmenována a otázka nástupnictví na dánský trůn se stala předmětem sporu. Dánské stavy se sešly v Odensee, aby vybraly nového dánského krále. Velmožové měli volit mezi synem Ingeborg, meklenburským vévodou Albrechtem a Markétiným synem Olafem, dědicem norského trůnu; další možnost byla nová dynastie. Volba nakonec přinesla vítězství Markétě, jak pro její popularitu a půvab, tak pro to, že byla jediným přeživším potomkem zemřelého krále, v neposlední řadě pak také pro její svazek s Norskem i antiněmecké nálady; svou roli hrálo jistě i to, že na švédském trůně seděl Albrecht Meklenburský, Ingeboržin švagr (bratr jejího manžela) a Dánsko nestálo o dalšího meklenburského panovníka ve Skandinávii. Za krále Dánska byl tedy v roce 1376 vybrán Markétin syn jako Olaf II. s Markétou jako regentkou.
Práva své babičky však zdědil Ingeboržin vnuk Erik VII. Pomořanský a protože král Olaf II. ve svých sedmnácti letech nečekaně jako bezdětný zemřel, nastoupil v roce 1396 na dánský trůn se svou tetou Markétou jako regentkou. Stal se prvním panovníkem Kalmarské unie, jež spojovala Dánsko, Norsko a Švédsko. Poslední přeživší potomek Ingeborg, syn její dcery Marie, Erikovy sestry, byl Kryštof III. Bavorský, který se po Erikovi stal dánským králem a vládcem Kalmarské unie.

## Vývod z předků
|                   |                                    |  |                   |                              |  |  |  |  |  |  |  | Kryštof I. Dánský |
|                   |                                    |  |                   |                              |  |  |  |  |  |  |  |                   |
|                   | Erik V. Dánský                     |  |                   |                              |  |  |  |  |  |  |  |                   |
|                   |                                    |  |                   |                              |  |  |  |  |  |  |  |                   |
|                   |                                    |  |                   | Markéta Sambiria             |  |  |  |  |  |  |  |                   |
|                   |                                    |  |                   |                              |  |  |  |  |  |  |  |                   |
|                   | Kryštof II. Dánský                 |  |                   |                              |  |  |  |  |  |  |  |                   |
|                   |                                    |  |                   |                              |  |  |  |  |  |  |  |                   |
|                   |                                    |  |                   | Jan I. Braniborský           |  |  |  |  |  |  |  |                   |
|                   |                                    |  |                   |                              |  |  |  |  |  |  |  |                   |
|                   | Anežka Braniborská                 |  |                   |                              |  |  |  |  |  |  |  |                   |
|                   |                                    |  |                   |                              |  |  |  |  |  |  |  |                   |
|                   |                                    |  |                   | Juta Saská                   |  |  |  |  |  |  |  |                   |
|                   |                                    |  |                   |                              |  |  |  |  |  |  |  |                   |
|                   | Valdemar IV. Dánský                |  |                   |                              |  |  |  |  |  |  |  |                   |
|                   |                                    |  |                   |                              |  |  |  |  |  |  |  |                   |
|                   |                                    |  |                   | Barnim I. Pomořanský         |  |  |  |  |  |  |  |                   |
|                   |                                    |  |                   |                              |  |  |  |  |  |  |  |                   |
|                   | Bohuslav IV. Pomořanský            |  |                   |                              |  |  |  |  |  |  |  |                   |
|                   |                                    |  |                   |                              |  |  |  |  |  |  |  |                   |
|                   |                                    |  |                   | Marianna Švédská             |  |  |  |  |  |  |  |                   |
|                   |                                    |  |                   |                              |  |  |  |  |  |  |  |                   |
|                   | Eufemie Pomořanská                 |  |                   |                              |  |  |  |  |  |  |  |                   |
|                   |                                    |  |                   |                              |  |  |  |  |  |  |  |                   |
|                   |                                    |  |                   | Vitslav II. z Rujány         |  |  |  |  |  |  |  |                   |
|                   |                                    |  |                   |                              |  |  |  |  |  |  |  |                   |
|                   | Markéta Rujánská                   |  |                   |                              |  |  |  |  |  |  |  |                   |
|                   |                                    |  |                   |                              |  |  |  |  |  |  |  |                   |
|                   |                                    |  |                   | Anežka Brunšvicko-Lüneburská |  |  |  |  |  |  |  |                   |
|                   |                                    |  |                   |                              |  |  |  |  |  |  |  |                   |
| 'Ingeborg Dánská' |                                    |  |                   |                              |  |  |  |  |  |  |  |                   |
|                   |                                    |  |                   |                              |  |  |  |  |  |  |  |                   |
|                   |                                    |  | Erik I. Šlesvický |                              |  |  |  |  |  |  |  |                   |
|                   |                                    |  |                   |                              |  |  |  |  |  |  |  |                   |
|                   | Valdemar IV. Šlesvický             |  |                   |                              |  |  |  |  |  |  |  |                   |
|                   |                                    |  |                   |                              |  |  |  |  |  |  |  |                   |
|                   |                                    |  |                   | Markéta z Rügenu             |  |  |  |  |  |  |  |                   |
|                   |                                    |  |                   |                              |  |  |  |  |  |  |  |                   |
|                   | Erik II. Šlesvický                 |  |                   |                              |  |  |  |  |  |  |  |                   |
|                   |                                    |  |                   |                              |  |  |  |  |  |  |  |                   |
|                   |                                    |  |                   | Jan I. Saský                 |  |  |  |  |  |  |  |                   |
|                   |                                    |  |                   |                              |  |  |  |  |  |  |  |                   |
|                   | Alžběta Sasko-Lauenburská          |  |                   |                              |  |  |  |  |  |  |  |                   |
|                   |                                    |  |                   |                              |  |  |  |  |  |  |  |                   |
|                   |                                    |  |                   | Ingeborg Birgersdotter       |  |  |  |  |  |  |  |                   |
|                   |                                    |  |                   |                              |  |  |  |  |  |  |  |                   |
|                   | Helvig Šlesvická                   |  |                   |                              |  |  |  |  |  |  |  |                   |
|                   |                                    |  |                   |                              |  |  |  |  |  |  |  |                   |
|                   |                                    |  |                   | Gerhard I. Holštýnský        |  |  |  |  |  |  |  |                   |
|                   |                                    |  |                   |                              |  |  |  |  |  |  |  |                   |
|                   | Jindřich I. Holštýnsko-Rendsburský |  |                   |                              |  |  |  |  |  |  |  |                   |
|                   |                                    |  |                   |                              |  |  |  |  |  |  |  |                   |
|                   |                                    |  |                   | Alžběta Meklenburská         |  |  |  |  |  |  |  |                   |
|                   |                                    |  |                   |                              |  |  |  |  |  |  |  |                   |
|                   | Adéla Holštýnsko-Rendsburská       |  |                   |                              |  |  |  |  |  |  |  |                   |
|                   |                                    |  |                   |                              |  |  |  |  |  |  |  |                   |
|                   |                                    |  |                   | Vilém z Bronkhorstu          |  |  |  |  |  |  |  |                   |
|                   |                                    |  |                   |                              |  |  |  |  |  |  |  |                   |
|                   | Helvig z Bronckhorstu              |  |                   |                              |  |  |  |  |  |  |  |                   |
|                   |                                    |  |                   |                              |  |  |  |  |  |  |  |                   |
|                   |                                    |  |                   | Ermengarda z Randerodu       |  |  |  |  |  |  |  |                   |
|                   |                                    |  |                   |                              |  |  |  |  |  |  |  |                   |